# Yves Lefebvre
Pour les articles homonymes, voir Lefebvre.
Yves Lefebvre est un acteur et réalisateur français né en 1937.

## Biographie
Licencié en droit, Yves Lefebvre a tout d'abord travaillé comme journaliste à la radio puis comme producteur. Il a ensuite connu une courte carrière de comédien, d'abord au théâtre, puis à la télévision et au cinéma. Il est notamment apparu dans Ce sacré grand-père en 1968 et Le Clan des Siciliens en 1969, ainsi que dans les séries télévisées Le Miroir 2000 et Les Aventures du capitaine Lückner.

## Filmographie

### Acteur

#### Cinéma
- 1968 : Ce sacré grand-père de Jacques Poitrenaud : Jacques
- 1969 : Mister Freedom de William Klein : Jacques Occident
- 1969 : La Promesse de Paul Feyder et Robert Freeman : Alain
- 1969 : Le Clan des Siciliens de Henri Verneuil : Aldo Manalese
- 1969 : L'Américain de Marcel Bozzuffi : Tony Morvan
- 1970 : Le Feu sacré de Vladimir Forgency : David Menzinger
- 1971 : Raphaël ou le Débauché de Michel Deville :  Paul
- 1978 : Le Dernier Amant romantique de Just Jaeckin

#### Télévision
- 1966 : Les Compagnons de Jéhu (mini-série) de Michel Drach : Roland de Montrevel
- 1967 : La Guerre de Troie n'aura pas lieu, téléfilm de Marcel Cravenne : Pâris
- 1971 : Le Miroir 2000, feuilleton télévisé en 13 épisodes : Henri Sesterain
- 1971 : Schulmeister, espion de l'empereur - épisode : Schulmeister contre Schulmeister, série TV  de Jean-Pierre Decourt : Dietrich
- 1971 : La Mort des capucines, téléfilm  de Agnès Delarive :  Sombernon
- 1973 : Les Aventures du capitaine Lückner, épisode : Docteur Wallace de Yannick Andréi (feuilleton télévisé) : Lieuville (26 épisodes)
- 1974 : Au théâtre ce soir - Nick Carter détective de Jean Marcillac, mise en scène René Clermont , réalisation Georges Folgoas, théâtre Marigny :  Nick Carter
- 1976 : Nouvelles de Henry James  - téléfilm : De Grey de Claude Chabrol : Grey
- 1977 : Dossier danger immédiat (Épisode "La Victime choisie") de Claude Barma
- 1977 : D'Artagnan amoureux (mini-série)  de Yannick Andreï : Athos
- 1978 : La Nuit de l'été, téléfilm de Jean-Claude Brialy :  la silhouette
- 1981 : Salut champion - épisode 8 : La perle du Brésil de Pierre Lary : Le directeur sportif

### Réalisateur
- 1968 : La naissance d'une chanson (13 min, avec Serge Gainsbourg)
- 1994 : De Serge Gainsbourg à Gainsbarre de 1958 - 1991 (segment "Initials B.B." 1968, "Serge Gainsbourg en studio" 1968")

## Théâtre

### Comédien
- 1962 : Tartuffe de Molière, mise en scène Roger Planchon, Théâtre de la Cité de Villeurbanne : Valère
- 1966 : Qui a peur de Virginia Woolf ? d'Edward Albee, mise en scène Franco Zeffirelli, tournée Herbert-Karsenty : Nick
- 1967 : Tartuffe de Molière, mise en scène Roger Planchon, Festival d'Avignon (6 rep.)
- 1967 : Bleus, blancs, rouges ou les libertins de Roger Planchon, Théâtre de la Cité Villeurbanne, Festival d'Avignon : Edouard, comte de Thierry (6 rep.)
- 1971 : Don Juan ou l'Amour de la géométrie de Max Frisch, mise en scène Jo Tréhard, Théâtre municipal de Cherbourg, Théâtre de Nice : Don Juan
- 1975 : Kennedy's Children de Robert Patrick, mise en scène Antoine Bourseiller, Théâtre Récamier, Théâtre de Nice :  Sparger
- 1976 : Phèdre de Racine, mise en scène Antoine Bourseiller, Théâtre Récamier :  Thésée
- 1977 : La Plage de Severo Sarduy, adaptation et mise en scène Simone Benmussa, Théâtre d'Orsay

### Mise en scène
- 1982 : De toutes les couleurs de Guy de Cointet, Théâtre du Rond-Point, avec Fabrice Luchini[2]
- 2011 : Private View de Claude Closky, Auditorium du Louvre[3] et STUK Art Centre - Playground festival (Louvain)
- 2013 : Huzo Lumnst de Guy de Cointet, Centre Pompidou[4]
- 2013 : De toutes les couleurs de Guy de Cointet, Palais de Tokyo[5]
- 2016 : Guy de Cointet · Teatro, Culturgest (pt) (Lisbone)[6]